# Майнугин, Вадим Викторович
Вадим Викторович Майнугин (род. 1947) — советский и российский детский хирург, джазовый пианист и композитор, организатор самого известного ярославского джазового ансамбля «Плюс один».

## Биография
Родился 4 июля 1947 года в Щербакове.
В 1970 году окончил Ярославский медицинский институт. Детский хирург, доктор медицинских наук. Работает в Ярославской областной детской клинической больнице, заместитель главного врача по детскому диагностическому центру.
Музыкой стал заниматься с 7 лет, первый музыкальный инструмент — старинный немецкий рояль «Genstch». В 1963 году окончил Рыбинскую музыкальную школу. Занимался в рыбинском джаз-оркестре «Радуга» Аркадия Шацкого. Будучи студентом выступал в квартете со Станиславом Кашириным, Николаем Волковым, Евгением Серенковым. В 1980-е годы был популярен дуэт Майнугина и Каширина.
В 1991 году организовал ансамбль «Плюс один» (классический состав — Вадим Майнугин, Владимир Воробьёв, Андрей Волкович, Михаил Фадеичев) — ритм-трио и тромбонист или саксофонист. В ансамбль приглашались солисты Игорь Бутман, Давид Голощёкин, Александр Пищиков, Валерий Пономарёв, Куртис Фуллер, гитарист Ханс Таммен и другие. Ансамбль выступал с различными программами (в том числе с губернаторским симфоническим оркестром), стал инициатором филармонических джазовых концертов в Ярославле, участвовал почти во всех ярославских фестивалях, также выступал в Москве (Концертный зал им. Чайковского), Мурманске, Калининграде, Санкт-Петербурге, Германии, Эквадоре. Самая известная композиция — лирическая баллада «ПИЧ» (Пётр Ильич Чайковский).
Ныне в ансамбле помимо прочих играет его сын — саксофонист Стас Майнугин.

## Записи
- «„Плюс один“ и Александр Пищиков» (1993)
- Ad Astrum (1996, c Хансом Тамменом)
- «Игорь Бутман и „Плюс один“» (1997)
- Plus One & Friends (1999)
- Диск с певцом и послом Эквадора в России Патрисио Чавесом